# Фото-клуб Вишеград
Фото-клуб Вишеград је клуб љубитеља фотографије који дјелује под окриљем Градске галерије Вишеград. Клуб је основан 1977. године, а обновљен је 2017. године.

## Обнова
Обновљен 30. новембар 2017. године после 40 година. дјелује под окриљем Градске галерије у Вишеграду. Циљ фото клуба, да се вишеградски фото аматери окупе, друже, размјењују искуства и наступају са својим фотографијама на изложбама и наградним конкурсима.

## Оснивачи
Предсједник фото клуба Наташа Ђурић, подпредсједници Славко Тушевљак и Гордана Лакић.
Умјетнички савјет чине академски сликар Јеленко Јањић, новинар Радоје Тасић, фотографи Јанко Самоуковић и Светлана Новаковић.

## Изложбе
- Активности: изложба на отвореном ( билборд фотографије ) са зимским мотивима Вишеграда, виртуелна фото изложба фотографија настале на ликовној колонији у августу 2017 одржане у амфитеатру факултета лијепих умјетности у Андрићграду.